# Palmer (condado de Cameron, Texas)
Palmer es un lugar designado por el censo ubicado en el condado de Cameron en el estado estadounidense de Texas. En el Censo de 2020 tenía una población de 1082 habitantes y una densidad poblacional de 354,75 habitantes por km². Fue incluido como CDP en el censo de 2020.

## Geografía
Palmer se encuentra ubicado en las coordenadas 26°4′23″N 97°38′3″O / 26.07306, -97.63417. Según la Oficina del Censo de los Estados Unidos,  tiene una superficie total de 3,05 km², de la cual 2,91 km² corresponden a tierra firme y 0,14 km² a agua.